# Trotters Gorge
Trotters Gorge (parfois écrit Trotter's Gorge)  est une localité de la région d’ Otago, située dans l’ Île du Sud de la Nouvelle-Zélande.

## Situation
La ville est localisée à 12 kilomètres vers le nord de la ville de Palmerston, un peu à l’intérieur par rapport au trajet de la route State Highway 1/S H 1.
Les gorges et la crique, passent à travers la ville.

## Toponymie
Le ‘Trotters Creek’ qui va se jeter dans l’Océan Pacifique près de la ville de Katiki, fut dénommé d’après la famille du premier colon nommé ‘ W. S. Trotter’ .

## Caractéristiques
Le secteur est réputé pour de promenades de la journée pour les visiteurs venant de la ville d’ Oamaru et de Dunedin, avec plusieurs sentiers de randonnées, une zone de pique-nique, et un terrain de camping, et la zone autour de la gorge elle-même est notable pour sa structure géologique et ses caractéristiques botaniques . 
Le secteur est protégé comme réserve naturelle et peut être atteint par une route à partir de la route interne venant de Palmerston en direction de la ville de Moeraki:  (la ‘Horse Range Road’) .
La réserve naturelle de 152 hectares (375,60017912 acre) est dominée par des falaises de calcaire à travers  lesquelles le ruisseau nommé ‘Trotters Creek’ a sculpté la gorge. 
La gorge elle-même est remplie par le bush natif, comprenant des arbres de type kowhai, kanuka, et d’autres espèces. 
Certaines des plantes et des insectes, qui y vivent sont uniques et spécifiques du secteur et les oiseaux y sont abondants.

## Chemins de randonnées
Des chemins conduisent du sommet de la réserve, en remontant la vallée jusqu’à un refuge appartenant à l’ Université d'Otago, et qui est disponible comme logement pour un faible tarif, et avec à proximité immédiate un bassin pour y nager . 
Les autres boucles du chemin de randonnée à travers une petite vallée, au-delà des grottes, remontent sur la crête ouest de la réserve pour rejoindre le chemin du refuge. 
Chaque promenade prend environ 45 minutes dans chaque sens et peuvent être enchaînées ensemble pour une boucle de 2 à 3 heures .

## Climat
La réserve est réputée auprès de ses visiteurs comme étant abritée des vents prévalents et dès lors elle présente des étés chauds et calmes.
Des précautions doivent néanmoins être prises, car le temps du secteur peut être très changeant et le niveau du torrent peut monter très rapidement. 
Le terrain de camping est fermé durant l’hiver.